# Uvalde Estates
Uvalde Estates és una concentració de població designada pel cens del Comtat d'Uvalde a l'estat de Texas (Estats Units d'Amèrica).

## Demografia
Segons el cens dels Estats Units del 2000 tenia 1.972 habitants, 530 habitatges, i 463 famílies. La densitat de població era de 55,5 habitants per km².
Dels 530 habitatges en un 56,6% hi vivien nens de menys de 18 anys, en un 71,9% hi vivien parelles casades, en un 10,6% dones solteres, i en un 12,6% no eren unitats familiars. En el 10% dels habitatges hi vivien persones soles el 3,4% de les quals corresponia a persones de 65 anys o més que vivien soles. El nombre mitjà de persones vivint en cada habitatge era de 3,72 i el nombre mitjà de persones que vivien en cada família era de 4.
Per edats la població es repartia de la següent manera: un 39% tenia menys de 18 anys, un 12% entre 18 i 24, un 27,5% entre 25 i 44, un 15,2% de 45 a 60 i un 6,3% 65 anys o més.
L'edat mediana era de 24 anys. Per cada 100 dones de 18 o més anys hi havia 98,5 homes.
La renda mediana per habitatge era de 24.274 $ i la renda mediana per família de 25.161 $. Els homes tenien una renda mediana de 18.250 $ mentre que les dones 13.409 $. La renda per capita de la població era de 7.681 $. Aproximadament el 24,8% de les famílies i el 27,6% de la població estaven per davall del llindar de pobresa.

## Poblacions properes
El següent diagrama mostra les poblacions més properes.